# 128e méridien ouest
En géographie, le 128e méridien ouest est le méridien joignant les points de la surface de la Terre dont la longitude est égale à 128° ouest.

## Géographie

### Dimensions
Comme tous les autres méridiens, la longueur du 128e méridien correspond à une demi-circonférence terrestre, soit 20 003,932 km. Au niveau de l'équateur, il est distant du méridien de Greenwich de 14 249 km,.
Avec le 52e méridien est, il forme un grand cercle passant par les pôles géographiques terrestres.

### Régions traversées
En commençant par le pôle Nord et descendant vers le sud au pôle Sud, Le 128e méridien ouest passe par:
| Coordonnées           | Pays, territoire ou mer   | Notes |
| --------------------- | ------------------------- | --- |
| 90° 00′ N, 128° 00′ O | Océan Arctique            | |
| 75° 34′ N, 128° 00′ O | Mer de Beaufort           | Passe juste à l'ouest de Utkraluk, Territoires du Nord-Ouest, Canada (à 70° 35′ N, 128° 05′ O)                                                                                           |
| 70° 34′ N, 128° 00′ O | Canada                    | Territoires du Nord-Ouest Yukon — à partir de 61° 42′ N, 128° 00′ O Colombie-Britannique — à partir de 60° 00′ N, 128° 00′ O, le continent, Île Cunningham, île Denny (en) et Île Hunter |
| 51° 54′ N, 128° 00′ O | Détroit de Fitz Hugh (en) | |
| 51° 44′ N, 128° 00′ O | Canada                    | Colombie-Britannique — île Hecate (en) et Île Calvert |
| 51° 28′ N, 128° 00′ O | Océan Pacifique           | Détroit de la Reine-Charlotte |
| 50° 51′ N, 128° 00′ O | Canada                    | Colombie-Britannique — Île Vancouver |
| 50° 28′ N, 128° 00′ O | Océan Pacifique           | Passe juste à l'est de Île Henderson, Îles Pitcairn (à 24° 24′ S, 128° 17′ O) |
| 60° 00′ S, 128° 00′ O | Océan Austral             | |
| 74° 12′ S, 128° 00′ O | Antarctique               | Liste des territoires non revendiqués |